# ألفرد موريس
ألفرد موريس (11 سبتمبر 1876 في المملكة المتحدة - 29 مارس 1961) (بالإنجليزية: Alfred Morris)‏ هو لاعب كريكت بريطاني (وحمل سابقاً جنسية المملكة المتحدة لبريطانيا العظمى وأيرلندا). لعب مع نادي مقاطعة دورهام للكريكت ‏ والمقاطعات الوطنية للكريكيت الإنجليزي والويلزي ‏.

## وصلات خارجية
- ألفرد موريس على موقع إي آس بي آن كريك إنفو (الإنجليزية)